# Nam vương Quốc tế 2018
Nam vương Quốc tế 2018 là cuộc thi Nam vương Quốc tế lần thứ mười ba được tổ chức vào ngày 24 tháng 2 năm 2019 tại One Esplanade, Pasay, Metro Manila, Philippines. Trịnh Văn Bảo đến từ Việt Nam đăng quang ngôi vị Nam vương Quốc tế thứ mười ba.

## Kết quả
| Hạng                      | Thí sinh |
| ------------------------- | --- |
| Mister International 2018 | - Việt Nam — Trịnh Văn Bảo |
| Á vương 1                 | - Venezuela — Francesco Piscitelli |
| Á vương 2                 | - Hồng Kông — Waikin Kwan |
| Top 5                     | - Philippines — Mark Kevin - Séc — Matyas Hlozek |
| Top 10                    | - Cộng hòa Dominica — Arturo Paredes - Na Uy — Mathias Duma - Panama — Juan Ángel Barragán Gaviria - Puerto Rico — Julian Rivera - Thái Lan — Nick Nolte |
| Top 15                    | - Hàn Quốc — Hwang Dae Woong - Nhật Bản — Tsuyoshi Takimura - Perú — Duilio Vallebuona § - Tây Ban Nha — Jesus Collado - Úc — Harrison Luna              |

- § Thắng giải People's Choice vào thẳng Top 15.

### Các giải thưởng
| Giải thưởng            | Thí sinh |
| ---------------------- | --- |
| Best National Costume  | Winner - Nicaragua — Naykel Niño Top 10 - Cộng hòa Dominica — Arturo Paredes - Hàn Quốc — Hwang Dae Woong - Indonesia — Ezza Raditya - México — Piero Renero - Perú — Duilio Vallebuona - Philippines — Mark Kevin - Sri Lanka — Amandha Amarasekara - Venezuela — Francesco Piscitelli - Việt Nam — Trịnh Văn Bảo |
| People's Choice Award  | - Perú — Duilio Vallebuona |
| Hotel Benilde's Choice | - Úc — Harrison Luna |

## Các thí sinh
39 thí sinh dự thi.
| Quốc gia/vùng lãnh thổ | Thí sinh             |
| ---------------------- | -------------------- |
| Ấn Độ                  | Balaji Murugadoss    |
| Ba Lan                 | Tomek Zarzycki       |
| Bỉ                     | Mohamed Mahouk       |
| Bolivia                | Lucío Prado          |
| Brasil                 | Danilson Furtado     |
| Cộng hòa Dominica      | Arturo Paredes       |
| Đài Loan               | Kevin Chang          |
| Guam                   | Christian Layao      |
| Haiti                  | Ghaël Jean-Louis     |
| Hà Lan                 | Claudio Schoostra    |
| Hàn Quốc               | Daewoong Hwang       |
| Hoa Kỳ                 | Nicolas Santos       |
| Hồng Kông              | Waikin Kwan          |
| Indonesia              | Rezza Praditya       |
| Iran                   | Max Mehrafsha        |
| Liban                  | Mohamad Taha         |
| Malaysia               | Sylevistian Jon      |
| México                 | Piero Renero         |
| Myanmar                | Naing Naing          |
| Na Uy                  | Mathias Duma         |
| Nepal                  | Prashant Jung Shah   |
| Nga                    | Igor Buyantuev       |
| Nhật Bản               | Tsuyoshi Takimura    |
| Nicaragua              | Naykel Niño          |
| Panamá                 | Juan Ángel Gaviria   |
| Perú                   | Duilio Vallebuona    |
| Philippines            | Mark Kevin Baloaloa  |
| Puerto Rico            | Julian Rivera        |
| Séc                    | Jiří Kmoníček        |
| Singapore              | Famy Ashary          |
| Slovenia               | Matjaž Mavri Boncelj |
| Sri Lanka              | Amandha Amarasekara  |
| Tây Ban Nha            | Jesús Collado        |
| Thái Lan               | Nick Nolte           |
| Thụy Điển              | Kevin Graf           |
| Thụy Sĩ                | Maikel Ferreira      |
| Trung Quốc             | Ruitao Li            |
| Úc                     | Harrison Luna        |
| Venezuela              | Francesco Piscitelli |
| Việt Nam               | Trịnh Văn Bảo        |

### Dự thi cuộc thi sắc đẹp quốc tế khác
| Cuộc thi      | Năm  | Quốc gia/vùng lãnh thổ | Thí sinh    | Thứ hạng       | T.k.  |
| ------------- | ---- | ---------------------- | ----------- | -------------- | ----- |
| Mister Global | 2019 | Đài Loan               | Kevin Chang | Không đạt giải | [ 8 ] |